# Oppo A74
Oppo A74 — смартфон середнього рівня, розроблений компанією OPPO, що входить у серію «А». Був представлений 5 квітня 2021 року.
1 квітня того ж року в Індії був представлений Oppo F19, що є перейменованим Oppo A74.
27 серпня 2021 року в Індії разом з версією Oppo Reno6 Pro до свята Дівалі був представлений Oppo F19s, що відрізняється від Oppo F19 новими кольорами та ледь зміненим оформленням блоку камери.
16 листопада 2021 року був представлений Oppo A95, що є перейменованим Oppo F19s із срібним варіантом кольору замість золотого і більшим об'ємом пам'яті.
17 січня 2022 року був представлений Oppo Reno6 Lite, що є перейменованим Oppo A95 з меншим об'ємом пам'яті.
В Україні Oppo A74 був анонсований 17 травня 2021 року.

## Дизайн
Екран виконаний зі скла. Корпус виконаний з пластику.
Знизу знаходяться роз'єм USB-C, динамік, мікрофон та 3.5 мм аудіороз'єм. З лівого боку розміщені кнопки регулювання гучності та слот під 2 SIM-картки і карту пам'яті формату microSD до 256 ГБ. З правого боку розміщена кнопка блокування смартфону.
Oppo A74 та F19 продаються в чорному (Prism Black) та синьому (Midnight Blue) кольорах.
Oppo F19s продається в чорному (Prism Black) та золотому (Glowing Gold) кольорах.
Oppo A95 продається в чорному (Glowing Starry Black) та сріблястому (Glowing Rainbow Silver) кольорах.
Oppo Reno6 Lite продається в чорному (Starry Black) та сріблястому (Rainbow Silver) кольорах.

## Технічні характеристики

### Платформа
Смартфон отримав процесор Qualcomm Snapdragon 662 та графічний процесор Adreno 610.

### Батарея
Батарея отримала об'єм 5000 мА·год та підтримку швидкої зарядки SuperVOOC 2.0 на 33 Вт.

### Камери
Смартфони отримали основну потрійну камеру 48 Мп, f/1.7 (ширококутний) з фазовим автофокусом + 2 Мп, f/2.4 (сенсор глибини) + 2 Мп, f/2.4 (сенсор глибини). Фронтальна камера отримала роздільність 16 Мп та світлосилу f/2.4 (ширококутний). Основна та фронтальна камери вміють записувати відео в роздільній здатності 1080p@30fps.

### Екран
Екран AMOLED, 6.43", FullHD+ (2400 × 1080) зі щільністю пікселів 409 ppi, співвідношенням сторін 20:9 та круглим вирізом під фронтальну камеру, що розміщений у верхньому лівому кутку. Також сканер відбитків пальців вбудовано під дисплей.

### Пам'ять
Oppo A74 продається в комплектаціях 4/128, 6/128 та 8/128 ГБ, A95 — 8/128 та 8/256 ГБ, а інші моделі — 6/128 ГБ.

### Програмне забезпечення
Смартфон був випущений на ColorOS 11.1 на базі Android 11. Потім пристрої були оновлені до ColorOS 13.1 на базі Android 13.